# Stefan Jellenta
Stefan Orfan Jellenta (ur. 14 czerwca 1899 w Warszawie, zm. 10 czerwca 1991 tamże) – historyk wojskowości, pułkownik Wojska Polskiego.

## Życiorys
Stefan Jellenta urodził się 14 czerwca 1899 roku w Warszawie, w rodzinie Cezarego i Albiny z Szawińskich.
Podczas I wojny światowej służył w Legionach Polskich, uczestnik wojny polsko-bolszewickiej.
19 marca 1928 roku został awansowany do stopnia kapitana ze starszeństwem z dniem 1 stycznia 1928 roku i 40. lokatą w korpusie oficerów piechoty.
W 1928 roku był przydzielony do 36 pułku piechoty Legii Akademickiej w Warszawie. Uczeń Marcelego Handelsmana. Od 1935 pracownik Wojskowego Biura Historycznego. W 1939 uczestnik obrony Warszawy, następnie w niewoli niemieckiej. Powrócił do kraju, od 1956 pracownik w Biurze Historycznym Wojska Polskiego, w latach 1958–1968 pracownik Wojskowego Instytutu Historycznego.
Zmarł 10 czerwca 1991 roku w Warszawie. Pochowany 14 czerwca 1991 roku na Cmentarzu Wojskowym na Powązkach (kwatera A10-5-16).

## Ordery i odznaczenia
- Krzyż Srebrny Orderu Wojskowego Virtuti Militari
- Krzyż Niepodległości
- Krzyż Walecznych (1921)[6]
- Srebrny Krzyż Zasługi
- Krzyż za udział w Wojnie 1918–1921 (1990)[7]

## Wybrane publikacje
- Wypad nocny na Żużel pod Bełzem 4. II. 1919 r., Warszawa 1937.
- Walki o Rawicz i Leszno w r. 1919 w świetle opracowań niemieckich, Warszawa: Instytut J. Piłsudskiego Poświęcony Badaniu Najnowszej Historii Polski 1939.
- O niemieckich związkach taktycznych na polskim "froncie północnym" we wrześniu 1939 r., 1961.
- Wspomnienia szefa sztabu obrony Warszawy w oczach adiutanta pułku, 1963.
- Przewrót majowy w oczach uczestnika. „Wojskowy Przegląd Historyczny”. 4 (118), s. 217-229, 1986. Warszawa: Wojskowy Instytut Historyczny. ISSN 0043-7182.